# V bieg
V bieg – singel Budki Suflera promujący album Greatest Hits II, wydany w 1999 roku nakładem wytwórni płytowej New Abra.
Tekst do utworu napisał Andrzej Mogielnicki, muzykę skomponował Romuald Lipko, natomiast realizacją nagrania zajął się Paweł Skura. Utwór został specjalnie przygotowany na jubileuszową trasę koncertową z okazji 25-lecia istnienia zespołu.
Singel wykonują wspólnie Krzysztof Cugowski, Romuald Czystaw oraz Felicjan Andrzejczak. 

## Lista utworów
1. „V bieg” – 4:59[1]

## Notowania
| Lista                              | Pozycja |
| ---------------------------------- | ------- |
| Szczecińska Lista Przebojów        | 52      |
| Lista Przebojów Programu Trzeciego | 15      |